# Valle del Turía

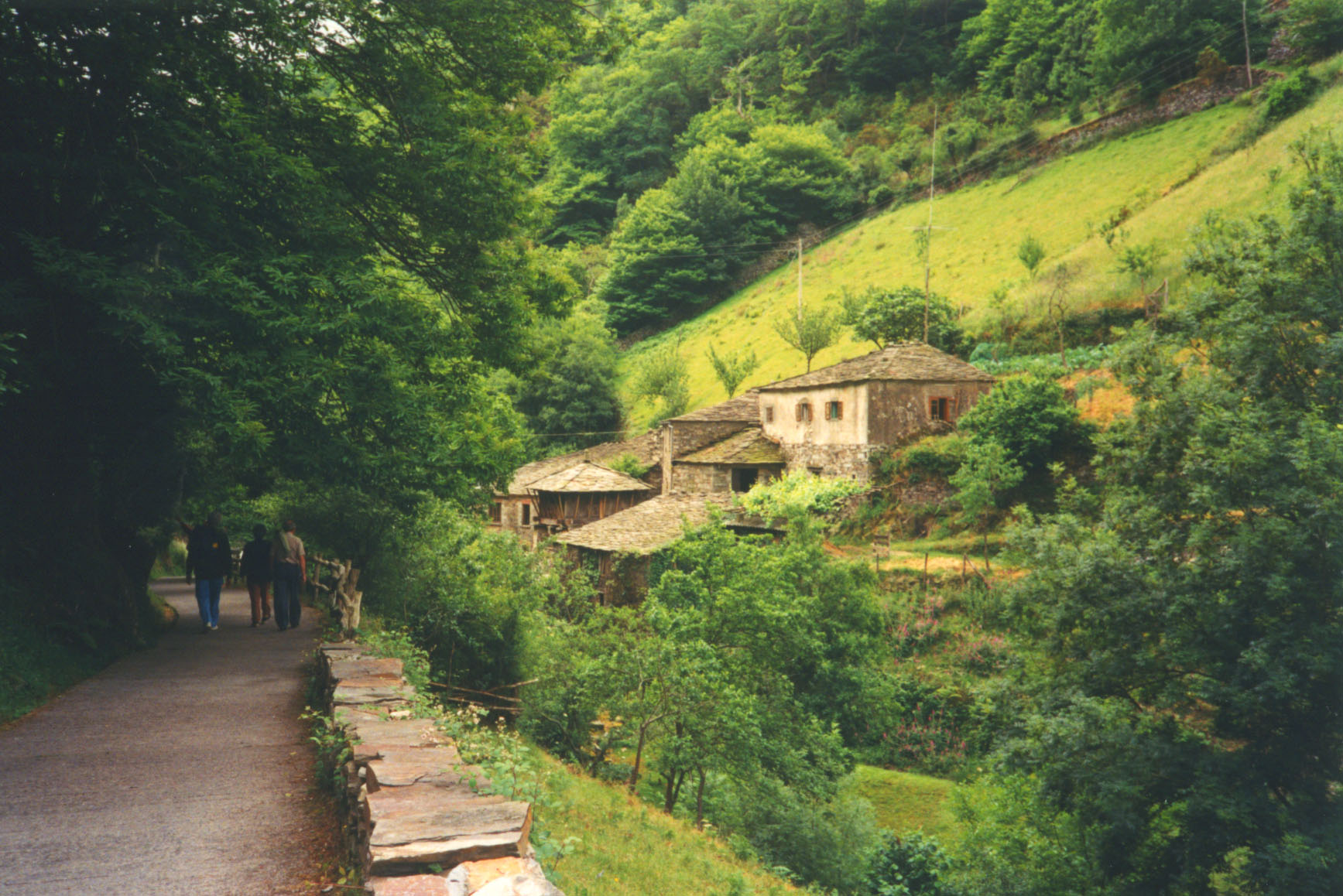
Os Teixois.

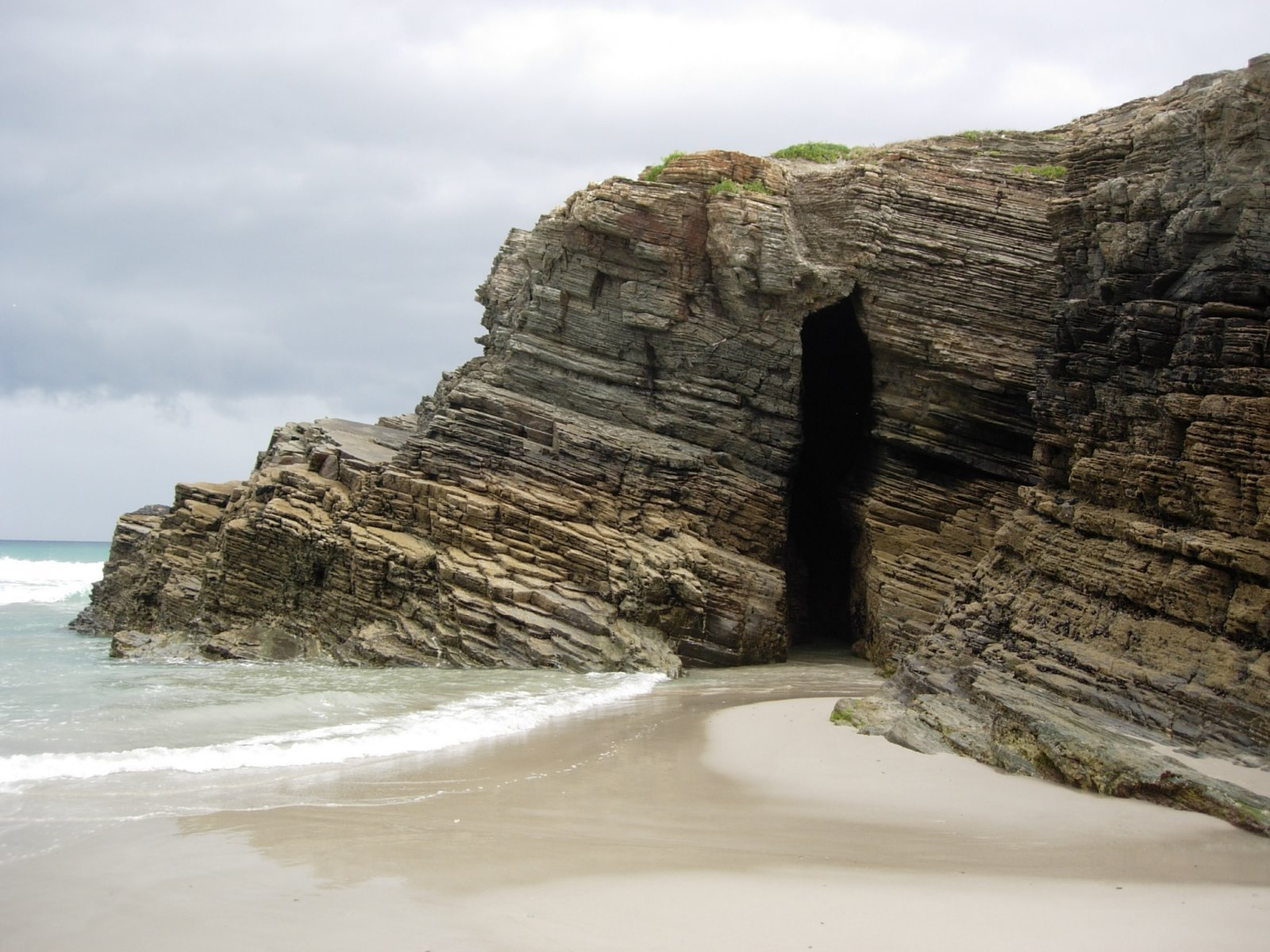
Playa de As Catedrais.

El Valle del Turía es una pequeña comarca de montaña muy cerca del mar que se extiende parcialmente por los municipios de Puente Nuevo (Lugo) y Taramundi (Asturias) en el occidente de la cordillera Cantábrica, en el noroeste de España.

## Geografía
El valle está delimitado geográficamente por la topografía de la zona que conforman el valle con una altitud máxima de 1033 m: Sierra de Piedafita (900 m), Sierra de Ouroso (1033 m), Sierras de Sendiña (900 m), Sierra de Teixedais (900 m) y la Sierra de Eirúa (700 m).
El cauce del río Turía (250 m de altitud) da nombre al valle que lo cruza horizontalmente hasta desembocar perpendicularmente en el río Eo. El valle cuenta con numerosos ríos, arroyos y riachuelos entre los que destacamos el río Ouria y río Cabreira. 
La comarca se extiende aproximadamente 90 m² entre los municipios de Puente Nuevo (provincia de Lugo) y Taramundi (Asturias), cuna del turismo rural en España, los que dividen la comarca en dos provincias.
El valle limita al norte con los municipios de Vegadeo (Asturias), Trabada (Lugo) y San Tirso de Abres (Asturias); al sur con los municipios de Taramundi (Asturias), Puente Nuevo (Lugo), Fonsagrada (Lugo), y Santa Eulalia de Oscos (Asturias); al este con el municipio de Villanueva de Oscos (Asturias); y al oeste con el municipio de Riotorto (Lugo).
La comarca cuenta con una población de casi 4.000 habitantes que se distribuyen en 50 aldeas rurales agrupadas en parroquias de los municipios de Puente Nuevo y Taramundi.
Taramundi: Ouria, El Castro, Villarede, Entorcisa, Lóutima, Freije, Arroxo, Bres, Silvallana, Brataramundi, Fonte, Santa Marina, Turía, Veigas, Teijo, Navallo, Arredondas, Cancelos de Arriba, Cancelos de Abaixo, Piñeiro, Aguil, Valin, Nogueira, Llan, Veiga de Llan, Lourido, Pereiro, Taramundi, Nío, Leston, Calvín, Veiga da Sarza, A Graza, y Mousende.
Puente Nuevo: Souto de Mongos, Travesas da Treita, Pacios, O Vilar, Filgueirua, Conforto, Neipin, Aldeguer, Villoudrid, Vilamea, Liñeiras, Rececende, Sant Estevo, O Acevro y Vilaouruz.
El valle del Turía es denominado localmente "capital" de la Comarca de la Ribera Eo, comarca que agrupa el valle y los municipios que rodean este hasta la desembocadura al mar del río Eo en Ribadeo (Lugo) y Castropol (Asturias).

## Turismo
Las principales actividades económicas del valle son el turismo rural, la ganadería y agricultura, y la industria artesanal. La comarca es una tierra de antiguas tradiciones españolas y reconocida artesanía y el arte (cuchillos tradicionales, trabajo en cuero y textiles).
El Valle del Turía cuenta con una excelente infraestructura para el turismo rural incluyendo el turismo ecológico, turismo cultural y turismo activo con más de 10 rutas oficiales de senderismo que permiten explorar y vagar por los mágicos bosques, sendos ríos y pintorescas montañas de la comarca.
La comarca es una zona de inmensa belleza natural para el deleite de aquellos que buscan realizar turismo natural. De hecho el valle es parte de la Reserva de la Biosfera del Eo reconocida por la UNESCO por la labor de los vecinos de la zona a favor del desarrollo socioeconómico sostenible que favorece el crecimiento respetando la conservación de los paisajes, los ecosistemas, las especies y la diversidad genética que les han hecho merecedores de la distinción.
Los valores paisajísticos de esta zona son innegables, pero sobre todo destaca su trayectoria histórica de acción social y económica, así como de conservación del patrimonio.
El patrimonio del Valle cuenta con más de 60 edificios religiosos, como la famosa iglesia de San Martín de Taramundi fundada en el siglo XVIII o el Santuario de Santa María de Conforto fundado en el siglo XVI.
El clima en la región es agradable durante todo el año. Como el resto del norte de España, el clima es más variable que el sur de España y se caracteriza por un clima atlántico. La temperatura máxima media en verano es generalmente de alrededor de 26 °C. La temperatura media en invierno es de 8 °C (12 °C en el día y 4 °C en la noche).